# Zweden op het Eurovisiesongfestival 1997
Melodifestivalen 1997 was de zesendertigste editie van de liedjeswedstrijd die de Zweedse deelnemer voor het Eurovisiesongfestival oplevert. De winnaar werd bepaald door de regionale jury's. Er keken 2.965.000 mensen op televisie naar deze editie.

## Uitslag
| Nr. | Artiest           | Liedje                         | Producers van het liedje                         | Punten | Plaats |
| --- | ----------------- | ------------------------------ | ------------------------------------------------ | ------ | ------ |
| 1   | Monia Sjöström    | Nu idag                        | Lasse Sahlin, Peter Karlsson                     | 11     | 11e    |
| 2   | Photogenique      | Nattens änglar                 | Jonas Berggren                                   | 0      | 12de   |
| 3   | Robert Randquist  | Hand i hand                    | Martin Klaman, Björn Johansson, Maurizio Sorrone | 55     | 5e     |
| 4   | N-Mix             | Där en ängel hälsat på         | Pernilla Emme Alexandersson, Per Andréasson      | 68     | 2e     |
| 5   | Jim Jidhed        | Charlie                        | John Ekedahl, Jim Jidhed                         | 12     | 10de   |
| 6   | Nick Borgen       | World Wide Web                 | Nick Borgen                                      | 26     | 9e     |
| 7   | Andreas Lundstedt | Jag saknar dig, jag saknar dig | Alexander Bard, Ola Håkansson, Tim Norell        | 32     | 7e     |
| 8   | Garmarna          | En gång ska han gråta          | Py Bäckman, Mats Wester                          | 28     | 8th    |
| 9   | B.I.G.            | Jag ska aldrig lämna dig       | Peo Thyrén, Richard Evenlind, Stefan Almqvist    | 40     | 6e     |
| 10  | Wille Crafoord    | Missarna                       | Wille Crafoord                                   | 65     | 3e     |
| 11  | Cajsalisa Ejemyr  | Du gör mig hel igen            | Robyn Carlsson, Ulf Lindström, Johan Ekhé        | 56     | 4e     |
| 12  | Blond             | Bara hon älskar mig            | Stephan Berg                                     | 80     | 1e     |

## Stemming

### Jury's
| Liedje                         | Luleå | Umeå | Sundsvall | Falun | Örebro | Karlstad | Göteborg | Malmö | Växjö | Norrköping | Stockholm | Totaal |
| ------------------------------ | ----- | ---- | --------- | ----- | ------ | -------- | -------- | ----- | ----- | ---------- | --------- | ------ |
| Nu idag                        | -     | -    | -         | 6     | 1      | -        | -        | 4     | -     | -          | -         | 11     |
| Nattens änglar                 | -     | -    | -         | -     | -      | -        | -        | -     | -     | -          | -         | 0      |
| Hand i hand                    | -     | 4    | 10        | 2     | 2      | 12       | 2        | 12    | 4     | 6          | 1         | 55     |
| Där en ängel hälsat på         | 8     | 12   | 1         | -     | -      | 10       | 1        | 8     | 12    | 4          | 12        | 68     |
| Charlie                        | -     | -    | -         | 1     | -      | -        | 10       | 1     | -     | -          | -         | 12     |
| World Wide Web                 | 1     | 1    | -         | -     | 6      | 1        | 6        | -     | 1     | 2          | 8         | 26     |
| Jag saknar dig, jag saknar dig | 4     | -    | -         | 4     | 4      | 2        | -        | -     | 2     | 10         | 6         | 32     |
| En gång ska han gråta          | -     | 6    | 8         | -     | -      | -        | -        | -     | -     | 12         | 2         | 28     |
| Jag ska aldrig lämna dig       | 2     | 2    | 4         | 8     | -      | 4        | 8        | 2     | 10    | -          | -         | 40     |
| Missarna                       | 12    | 10   | 6         | 10    | 12     | -        | -        | 6     | 8     | 1          | -         | 65     |
| Du gör mig hel igen            | 10    | -    | 2         | 12    | 8      | 8        | 4        | -     | -     | 8          | 4         | 56     |
| Bara hon älskar mig            | 6     | 8    | 12        | -     | 10     | 6        | 12       | 10    | 6     | -          | 10        | 80     |

## In Dublin
In Ierland moest Zweden optreden als 16de, net na Portugal en voor Griekenland. Aan het einde van de puntentelling was gebleken dat Zweden 14de geworden met een totaal van 36 punten.
België deed niet mee in 1997 en Nederland had geen punten over voor deze inzending.

### Gekregen punten

#### Finale
| 12 punten | 10 punten | 8 punten    | 7 punten              | 6 punten                |
| --------- | --------- | ----------- | --------------------- | ----------------------- |
|           |           | - Noorwegen | - Verenigd Koninkrijk | - Denemarken - Slovenië |
| 5 punten  | 4 punten  | 3 punten    | 2 punten              | 1 punt                  |
| - Ierland | - IJsland |             |                       |                         |

### Punten gegeven door Zweden

#### Finale
Punten gegeven in de finale:
| 12 punten | Verenigd Koninkrijk   |
| 10 punten | Ierland               |
| 8 punten  | IJsland               |
| 7 punten  | Denemarken            |
| 6 punten  | Turkije               |
| 5 punten  | Kroatië               |
| 4 punten  | Bosnië en Herzegovina |
| 3 punten  | Italië                |
| 2 punten  | Frankrijk             |
| 1 punt    | Estland               |